# Pristina
Pristina (en albanés: Prishtinë/Prishtina, [pɾiʃtiːna]ⓘ; en serbio: Приштина o Priština) es la capital de Kosovo (para el gobierno kosovar y parte de la comunidad internacional) y de la Provincia Autónoma de Kosovo y Metojia (para Serbia y los estados que no reconocen a Kosovo como país), territorio en disputa situado en los Balcanes. Cuenta con una población de 198 112 habitantes, según los datos del último censo de 2011.

## Etimología
El nombre de la ciudad es una forma derivada del eslavo *Prišьčь, un adjetivo posesivo del nombre personal *Prišьkъ, (conservado en el apellido kajkaviano de Prišek, en el antiguo polaco como nombre personal Przyszek, y en el apellido polaco Przyszek) el sufijo derivativo —ina 'perteneciente a ... y su parentela'. Probablemente el nombre es un patronímico del nombre personal *Prišь, conservado como un apellido en el polaco Przysz y el sorbiano Priš, un hipocorístico del nombre personal eslavo Pribyslavъ. Una falsa etimología relaciona el nombre Priština con el serbocroata prišt (пришт), significando 'úlcera' o 'tumor', refiriéndose a su 'ebullición'. Sin embargo, esta explicación no puede ser correcta, ya que los topónimos eslavos que terminan en —ina corresponden a un adjetivo y/o nombre de un habitante que carece de este sufijo se construyen de nombres personales o denotan a una persona y nunca se derivan, en estas condiciones, de nombres comunes (SNOJ 2007: loc. cit.). Los habitantes de esta ciudad se autodenominan Prishtinali, en el dialecto albanés guego o Prištevci (Приштевци) en el dialecto local serbio.

## Historia

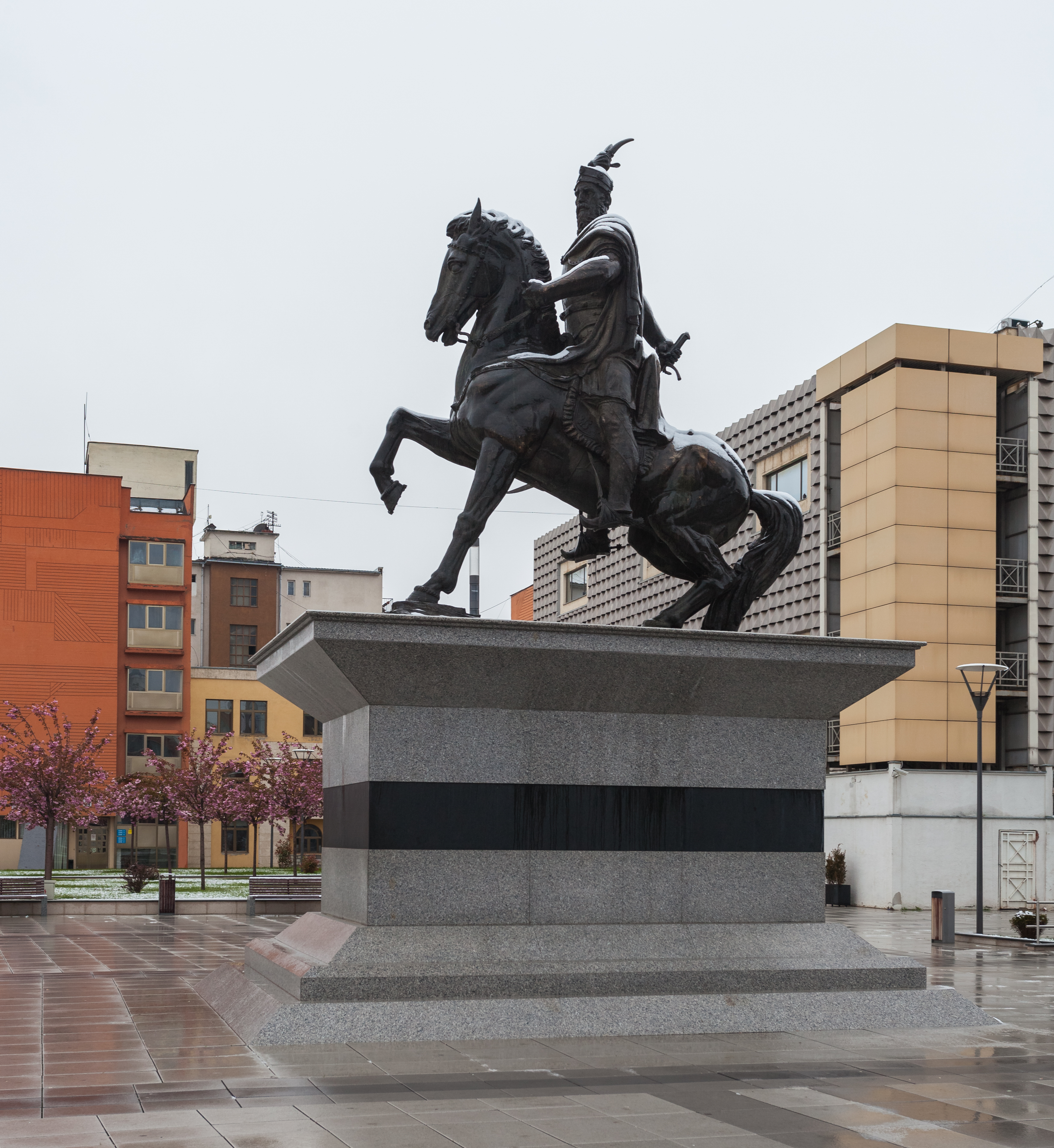
Estatua ecuestre de Skanderbeg en la Gobernación de Pristina.

Durante el Imperio romano, a 15 km al sur de la moderna Pristina existió una extensa ciudad llamada Ulpiana. La ciudad fue destruida, pero sería restaurada por el emperador Justiniano I. En la actualidad, los restos de la ciudad romana de Ulpiana son visibles en los terrenos que se encuentran en las afueras de la localidad de Gracanica. 
Después de la caída de Roma, Pristina nació de las ruinas de la antigua ciudad romana y debido a su estratégica ubicación geográfica fue localizada como una ruta que conducía hacia todas las direcciones de los Balcanes. Por esta razón, se convierte en un centro comercial importante, instalándose como uno de los caminos fundamentales para el comercio en Europa del Sudeste.
Durante el reinado de Milutin (1282-1321), el Reino de Serbia debido a la prosperidad de la zona traslada la capital del Estado hacia Pristina. Sin embargo, dicho estatus solo duró hasta la Batalla de Kosovo de 1389 cuando el ejército otomano derrota con decisión al ejército de coalición de los Balcanes. Posteriormente, toda Serbia sería conquistada por los turcos en 1459.
El escritor albanés Pjetër Bogdani vivió y trabajó en la ciudad. Publicó su primer libro Çeta e Profeteve (La banda de los profetas) en 1555. Durante el Imperio otomano, la ciudad se volvía cada vez más de carácter turco, convirtiendo a gran parte de los pueblos eslavos y albaneses al islam. 
Desde el año 1870 en adelante, los albaneses que habitaban la región formaron la “Liga de Prizren” para oponerse a la soberanía otomana, luego formarían un Gobierno provisional en 1881.
En 1912, Pristina junto al resto de Kosovo fue brevemente incluida al recientemente Estado Independiente de Albania. Pero al año siguiente, las grandes potencias de la zona forzaron a Albania a ceder la región a Serbia, mediante el Tratado de Bucarest. En 1918, Kosovo es incluida en la Yugoslavia recién formada, pero sin autonomía, privilegio que llegaría muchos años después. 
Antes de la Segunda Guerra Mundial, la ciudad fue étnicamente mixta, con grandes comunidades de albaneses y serbios. Los conflictos entre ambos grupos étnicos comienzan a agravarse, cuando los albaneses de fe musulmana empiezan a ser deportados hacia Turquía como consecuencia de un programa de limpieza étnica aplicado por las autoridades serbias. Los musulmanes albaneses fueron identificados como turcos y así enérgicamente desahuciados de las casas de sus antepasados. En Turquía, muchos albaneses fueron obligados a cambiar sus nombres por otros de origen turco y fueron enviados por las autoridades turcas hacia las provincias habitadas mayormente por armenios y griegos. 
Al comienzo de la Segunda Guerra Mundial, la población serbia de la ciudad se vio disminuida, debido a la persecución que los serbios sufrieron por las tropas nazis. Entre 1941 a 1943, Pristina fue anexada al Reino de Italia junto con el resto de Albania, aumentado tímidamente la población albanesa. Durante un breve período la ciudad fue ocupada por la Alemania nazi, antes de que las tropas germanas abandonaran la ciudad en noviembre de 1944.

### República Socialista de Yugoslavia

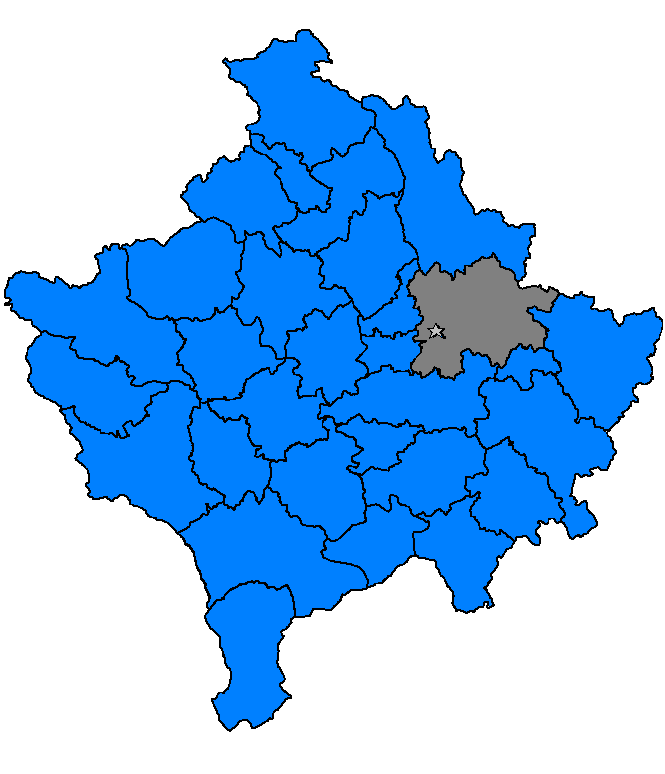
Localización de Pristina sobre Kosovo.

Reintegrada otra vez en Yugoslavia, Pristina se convierte en la capital de la Provincia Autónoma de Kosovo en 1946. Entre 1953 y 1999, la población aumentó de aproximadamente 24 000 a más de 300 000 habitantes. Todas las comunidades nacionales crecieron durante este periodo, pero el mayor aumento se dio en la población albanesa, debido a una creciente migración de las áreas rurales hacia la capital. Desde 1953 a 1981, la población albano-kosovar había aumentado alrededor de 9000 a 76 000 habitantes. Las poblaciones serbias en cambio, aumentaron de una forma más modesta de 8000 en 1953 a 21 000 en 1981. Para comienzo de los años 1980, la ciudad estaba constituida en un 70 % por albanokosovares.
Aunque Kosovo estaba bajo el mandato de un miembro albanés del Partido Comunista local, la disminución de la economía y la inestabilidad política a finales de los años 1960 y comienzos de 1980 condujo a brotes de malestar nacionalista. En noviembre de 1968, las protestas estudiantiles de Belgrado se extendieron hacia la ciudad, pero fueron reprimidas por las fuerzas de seguridad yugoslavas. Algunas demandas de los estudiantes sin embargo fueron saciadas por el gobierno de Tito, incluyendo el establecimiento de la Universidad de Pristina como una institución autónoma. Estas reformas se establecieron después de un largo período en donde el idioma albanés y la bandera albanesa estaban totalmente prohibidos.
En marzo de 1981, los estudiantes de la Universidad de Pristina tomaron el edificio como protesta por la mala calidad de los alimentos que el comedor universitario les brindaba. Esta manifestación, aparentemente sin importancia, rápidamente tomó carácter nacional, extendiéndose a todo Kosovo. En los meses siguientes las manifestaciones masivas se hicieron populares en Pristina y otras ciudades. La Presidencia comunista yugoslava mandó reprimir las protestas, declarando el estado de emergencia y provocando choques entre manifestantes y fuerzas de seguridad. El resultado fue varios muertos, y muchos estudiantes detenidos.

### Desde la Guerra de Kosovo hasta la actualidad

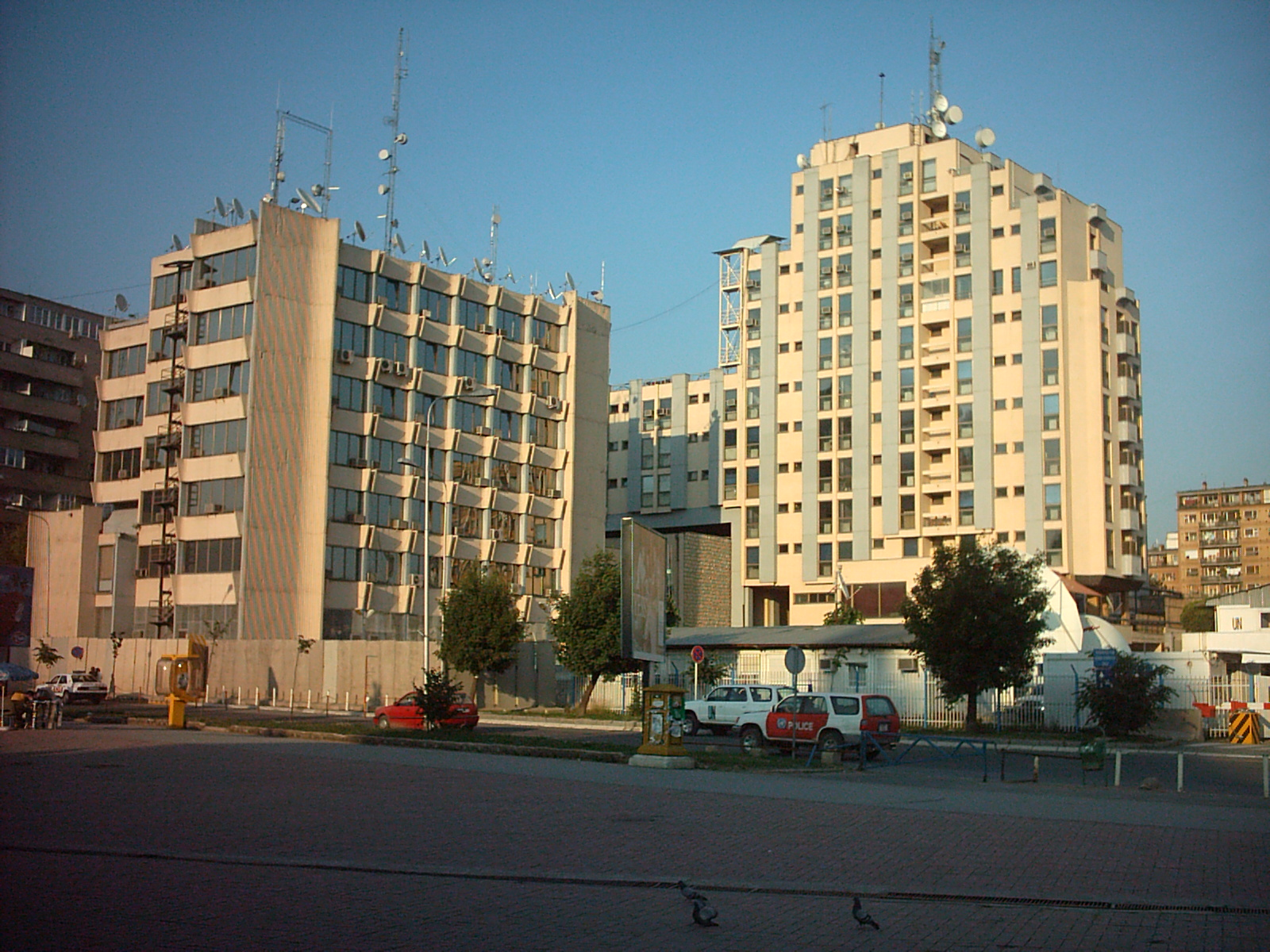
Torres de la UNMIK en Pristina.

Después de la reducción de la autonomía kosovar por el presidente serbio Slobodan Milošević en 1990, fue instalado en la ciudad y en toda la provincia un régimen fuertemente represivo hacia la comunidad albanesa, siendo muchos albaneses despedidos de las industrias e instituciones estatales.
La Universidad de Pristina fue vista como un semillero del nacionalismo albanés, por lo que fue purgada. Se despidió a casi 900 catedráticos albaneses y 22 500 de 23 000 estudiantes fueron expulsados.
Cuando el Ejército de Liberación de Kosovo (ELK) comenzó a atacar a las fuerzas yugoslavas y serbias a partir de 1996 en adelante, Pristina permaneció en paz hasta marzo de 1999 cuando comienza la Guerra de Kosovo. La ciudad fue declarada en estado de emergencia a fines de marzo y grandes áreas fueron sitiadas. Después de que las fuerzas aéreas de la OTAN, comenzaran a volar sobre Yugoslavia el 24 de marzo de 1999, la violencia estalla en Pristina. Fuerzas serbias y yugoslavas junto a paramilitares serbios tomaron varios distritos de la ciudad, expulsaron, asesinaron y saquearon en gran escala a las poblaciones de etnia albanesa. Muchos de los expulsados fueron llevados en trenes hasta la frontera con Macedonia del Norte, donde fueron abandonados y forzados al exilio.
El Departamento de Estado de los Estados Unidos estimó en mayo de 1999 que entre 100 000 y 120 000 personas habían sido expulsadas de Pristina por las fuerzas del gobierno y los paramilitares.
Varios objetivos estratégicos de la ciudad también fueron bombardeados contundentemente por las fuerzas de la OTAN. Al final de la guerra, la mayoría de los 40 000 ciudadanos serbios, escaparon de Pristina por temor a represalias de la OTAN y de los rebeldes kosovares. Los pocos que permanecieron fueron posteriormente víctimas de las cuadrillas albanesas que buscaban venganza, disminuyendo aún más la población serbia de la ciudad. Otros grupos étnicos acusados de colaborar con las fuerzas serbias contra las poblaciones albanesas, como los gitanos, fueron obligados a abandonar el lugar, debido a los ataques de los nacionalistas albaneses. Según el Alto comisionado de las Naciones Unidas para los refugiados (ACNUR), en agosto de 1999 unos 2000 serbios habían abandonado la ciudad. Sin embargo, el número de exiliados serbios sufrió un gran aumento tras los disturbios de Kosovo en 2004.
Pristina es actualmente la mayor ciudad de Kosovo y capital del territorio, a la espera de una resolución definitiva de su estatus administrativo. Desde el final de la guerra, la ciudad ha vuelto a crecer y es el principal centro económico, político y cultural de Kosovo.

## Deporte
- FC Pristina es el equipo de la ciudad que juega en el Estadio Fadil Vokrri y compite en la Superliga de Kosovo y la Copa de Kosovo

| Predecesor: Tarento | Ciudad Mediterránea 2030 | Sucesor: - |

## Economía
La economía de la ciudad depende de manera especial de los sectores de la alimentación, los productos farmacéuticos, la joyería y los textiles. En la localidad cercana de Sllatina (en albanés) o Slatina (en serbio), se encuentra el Aeropuerto de Pristina, único aeropuerto internacional de Kosovo.
Las fuentes de empleo principales son las organizaciones internacionales UNMIK, OSCE y UE. Hay alrededor de 1200 empresas locales y varias organizaciones no gubernamentales internacionales.
La línea telefónica fue modernizada y existen empresas de telefonía móvil que también se pueden encontrar en países occidentales. El servicio de internet cubre gran parte de la ciudad. 
En 1970, se fundó la Universidad de Pristina, única universidad de Kosovo. Durante la época yugoslava, las clases se impartían en serbocroata y albanés. Desde el final de la guerra, la universidad utiliza casi de manera exclusiva el albanés como lengua de instrucción.

## Política
La política está dominada claramente por la Liga Democrática de Kosovo, secundada por otros partidos más pequeños, también de origen albanokosovar, como el PDK y el AAK, estos últimos están considerados como los sucesores políticos del Ejército de Liberación de Kosovo.
La legislatura de la ciudad está conformada por 51 miembros y desde 2002, las bancas están ocupadas por los siguientes partidos:
- 29 LDK
- 13 PDK
- 4 AAK
- 5 repartidas entre miembros representantes de minorías étnicas y pequeños partidos albanokosovares.

El actual alcalde de la ciudad es Isa Mustafa, representante del LDK.

## Personajes ilustres de la ciudad
- Rey Milutin, monarca serbio (1282-1321)
- Hasan Prishtina, escritor albanés
- Pjetër Bogdani, escritor albanés
- Lorik Cana, jugador de fútbol albanés
- Ibrahim Rugova, político y presidente de Kosovo (1944-2006)
- Zana Krasniqi, Miss Kosovo Universo 2008
- Naim Krasniqi, cantante
- Idriz Ajeti - científico (albanologia)
- Ejup Hamiti - Científico (ciencias matemáticas)
- Gona Dragusha, Miss Kosovo Universo 2009
- Kështjella Pepshi, Miss Kosovo Universo 2010
- Afërdita Dreshaj, cantante, modelo y Miss Universo Kosovo 2011
- Rita Ora, cantante.
- The Tramma's, grupo de rock (2013-)

## Galería de imágenes

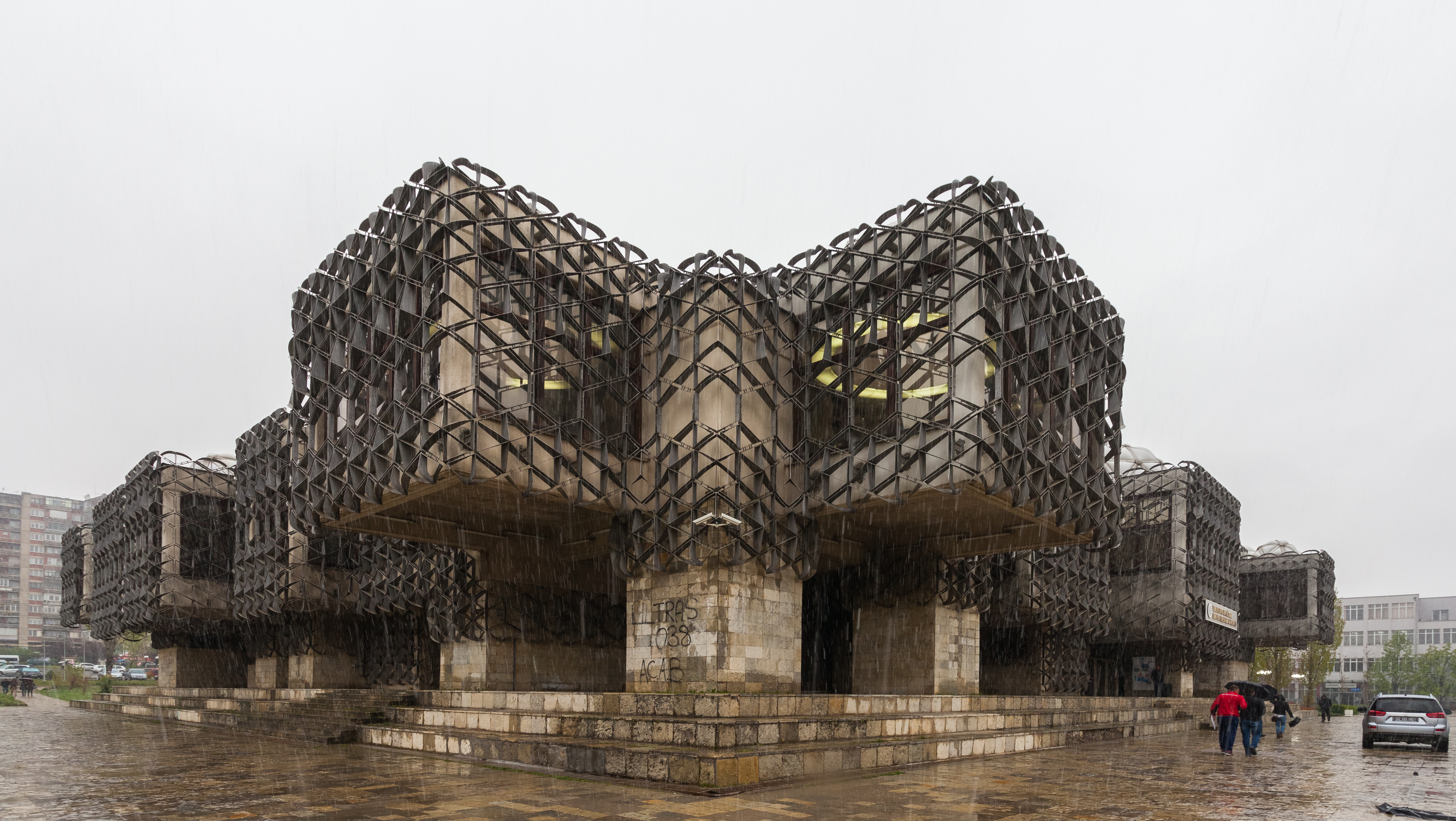
Biblioteca Nacional de Kosovo.
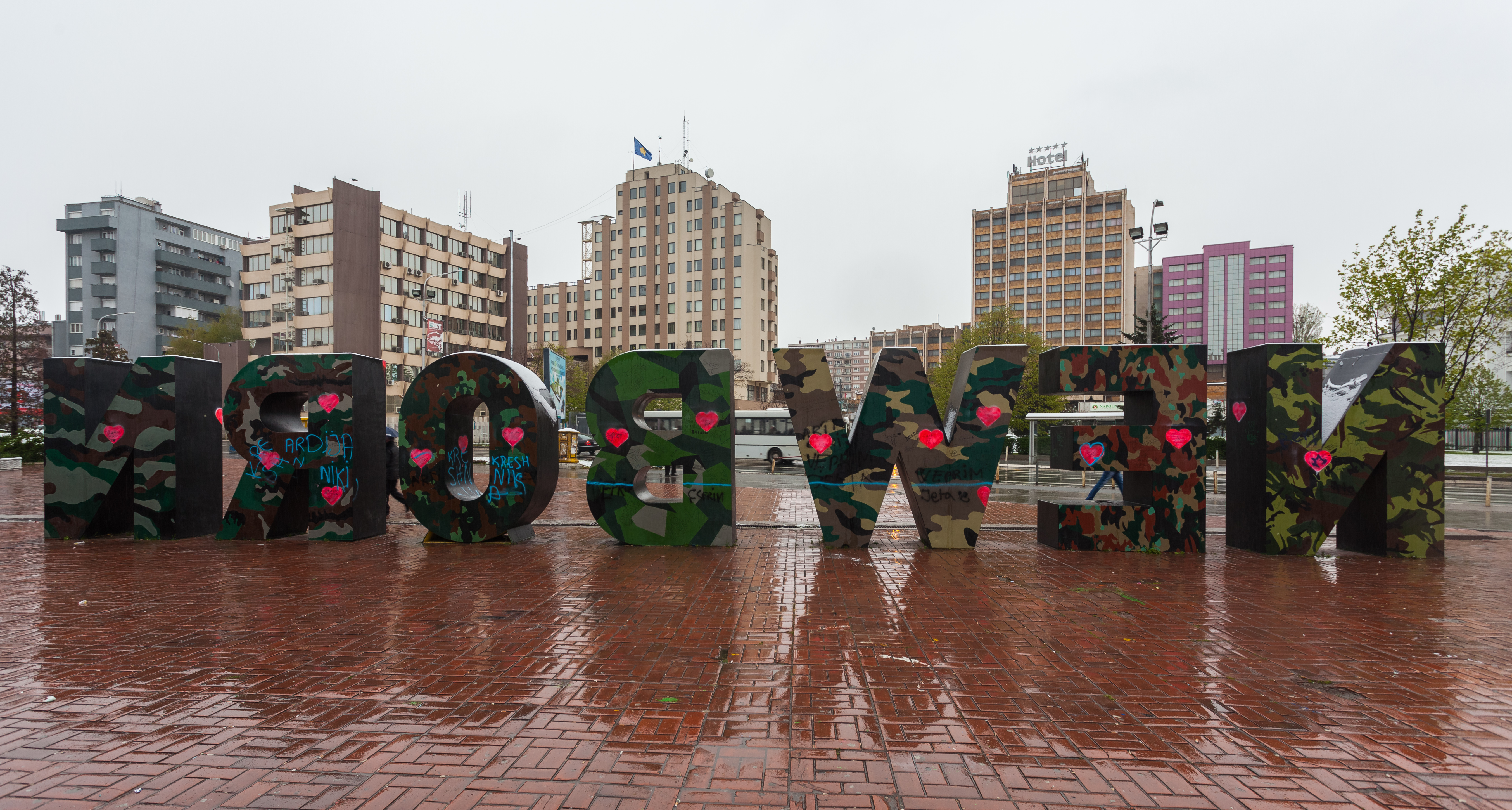
Monumento Newborn.
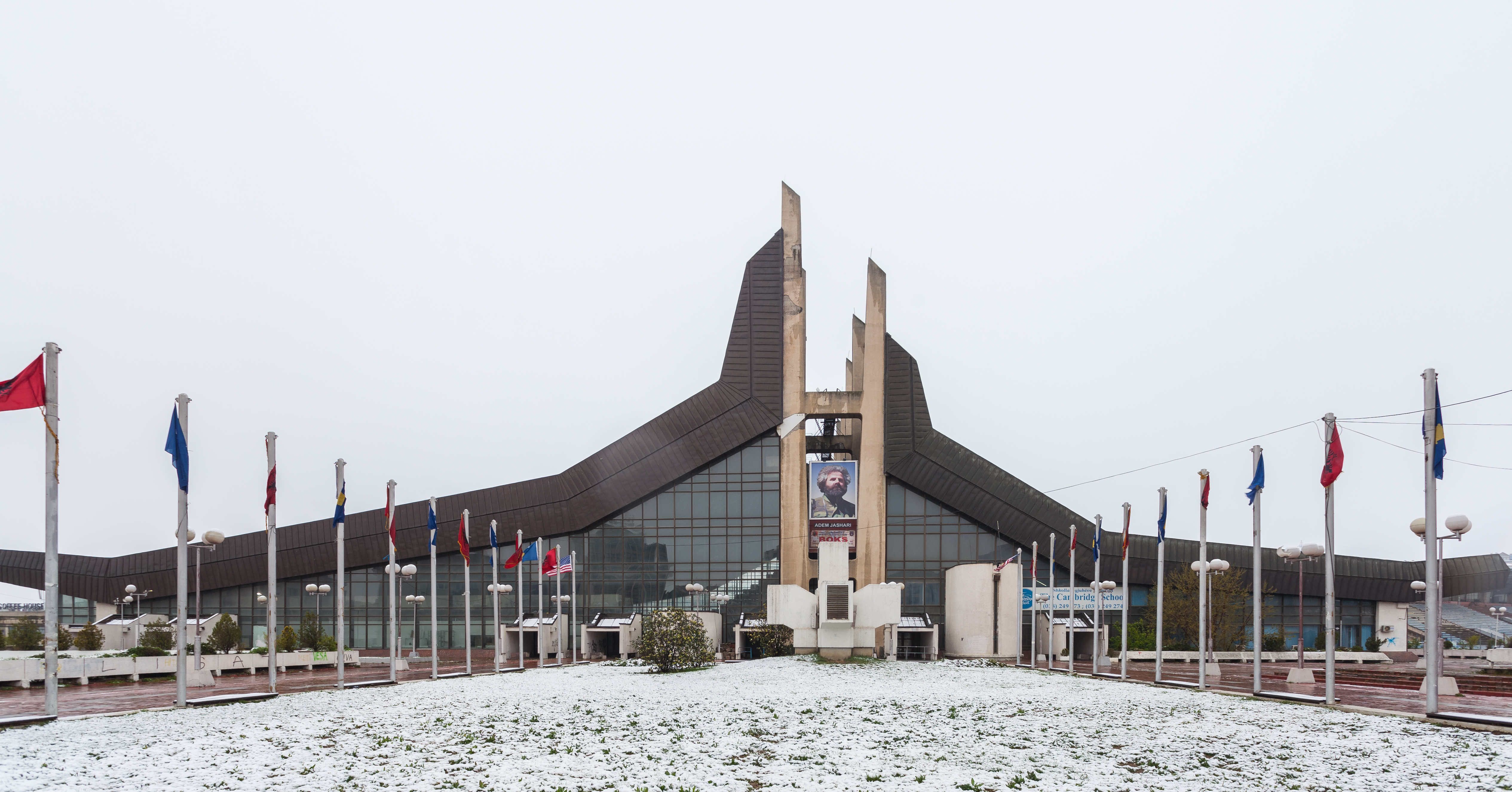
Palacio de Juventud y Deportes.
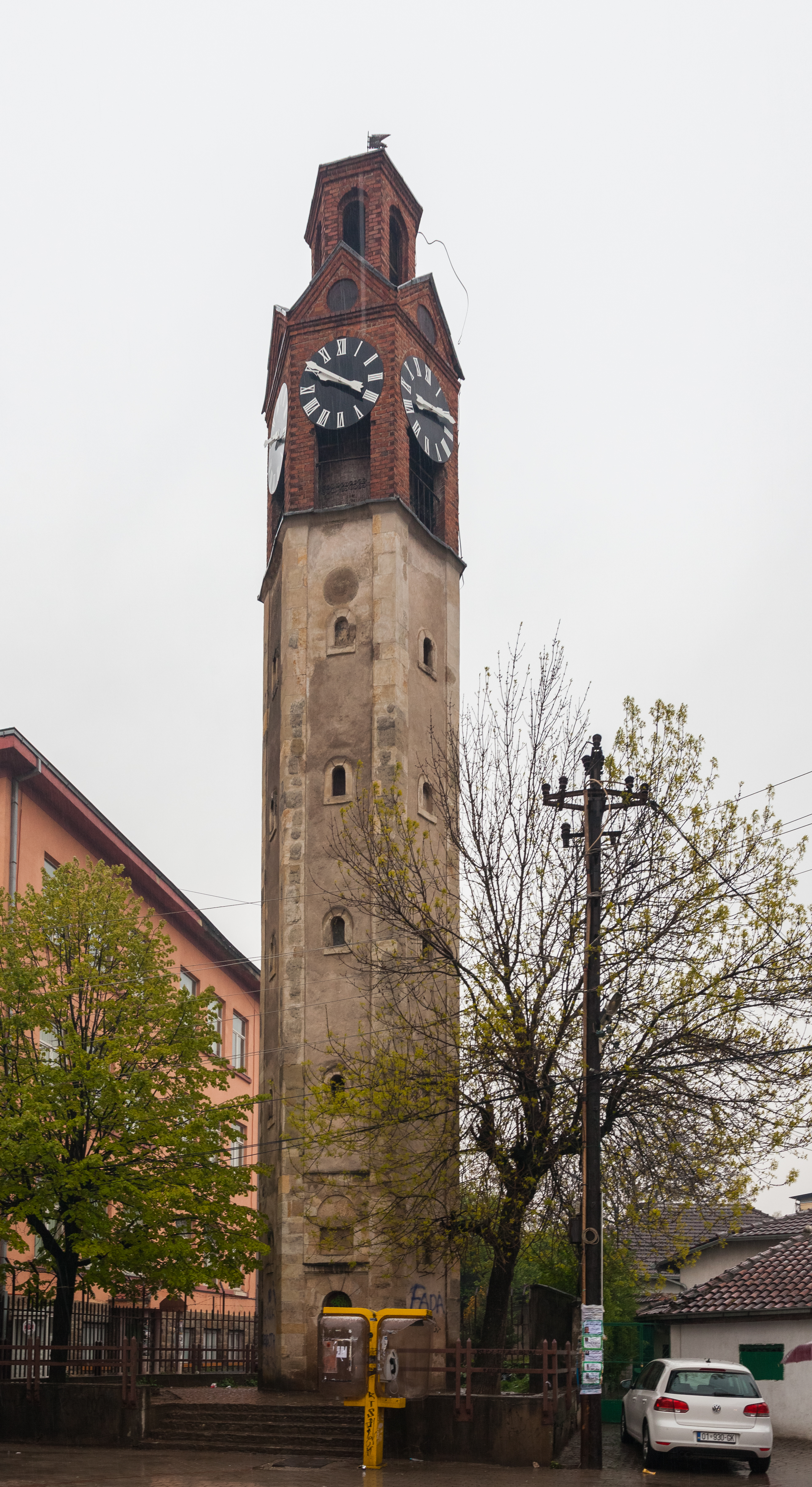
Torre del reloj.
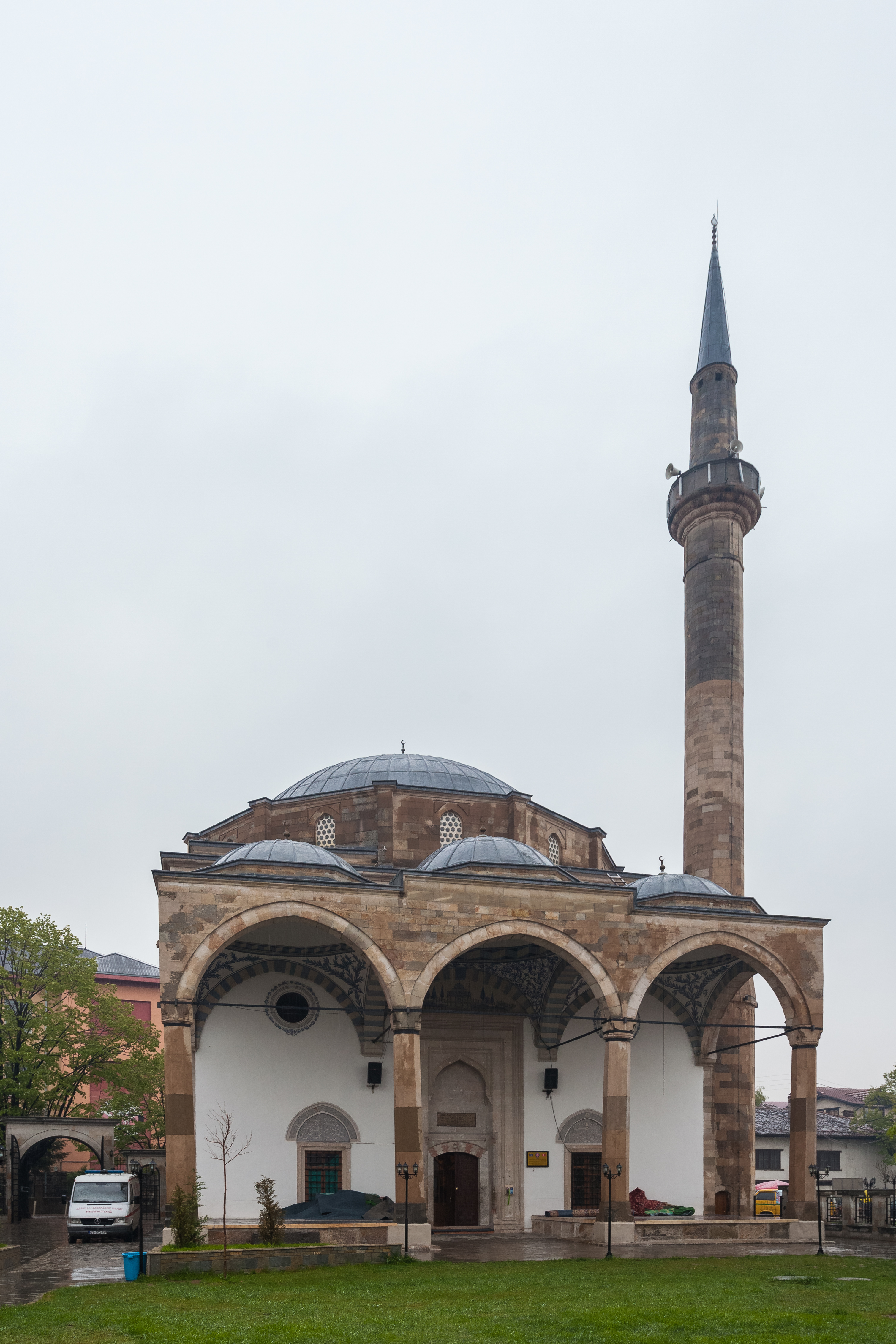
Mezquita Fatih.
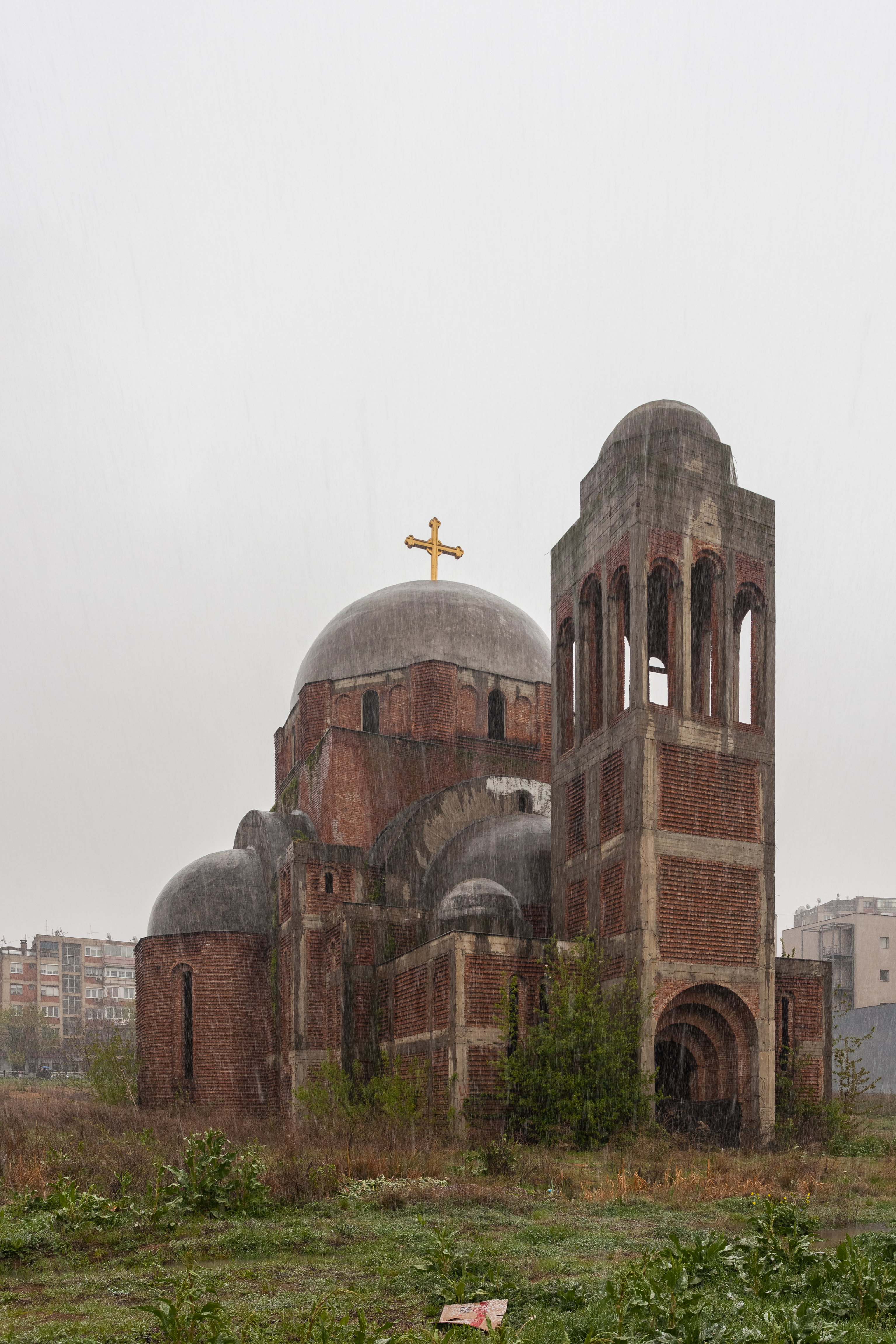
Iglesia de Cristo Salvador.
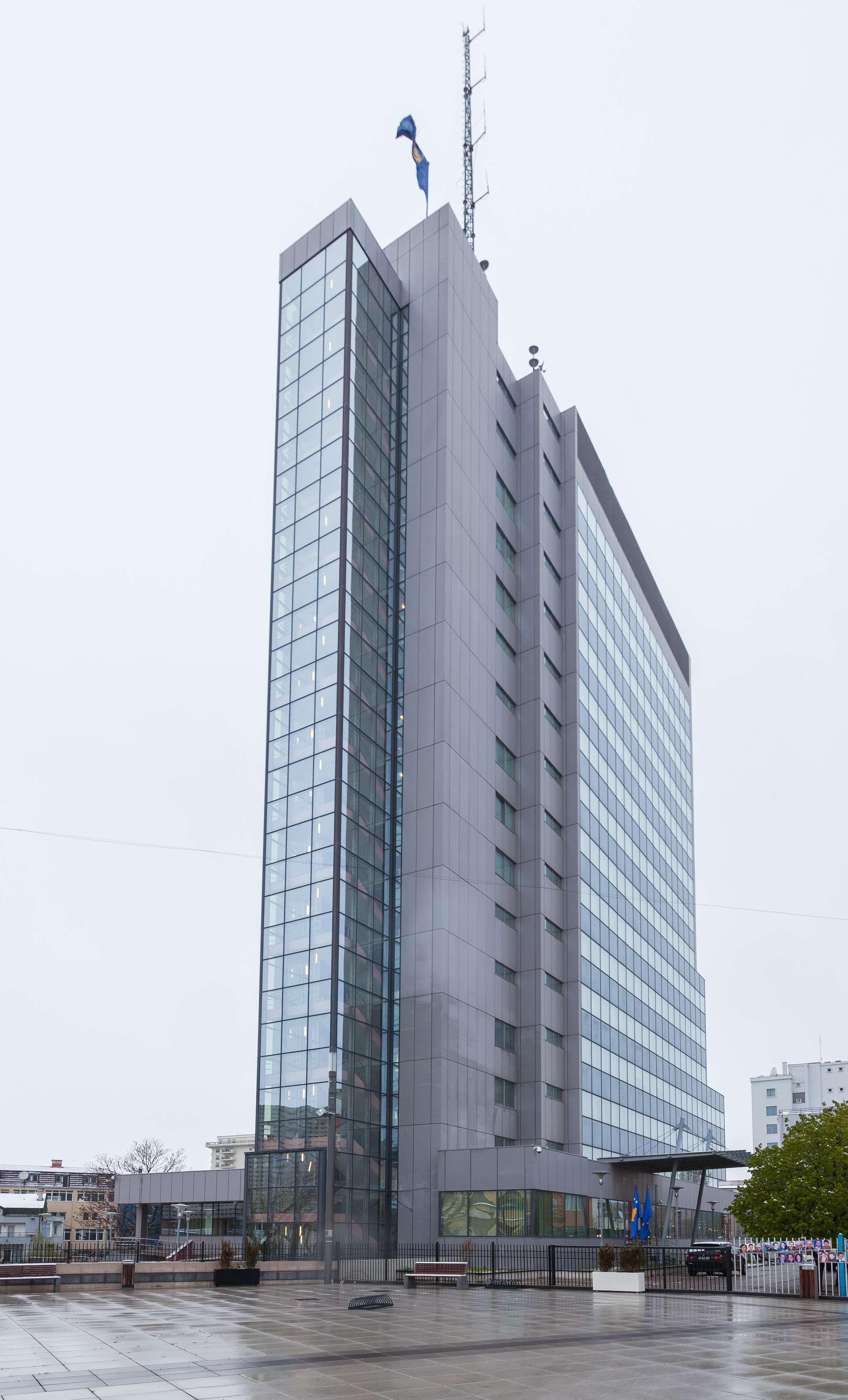
Edificio del gobierno.
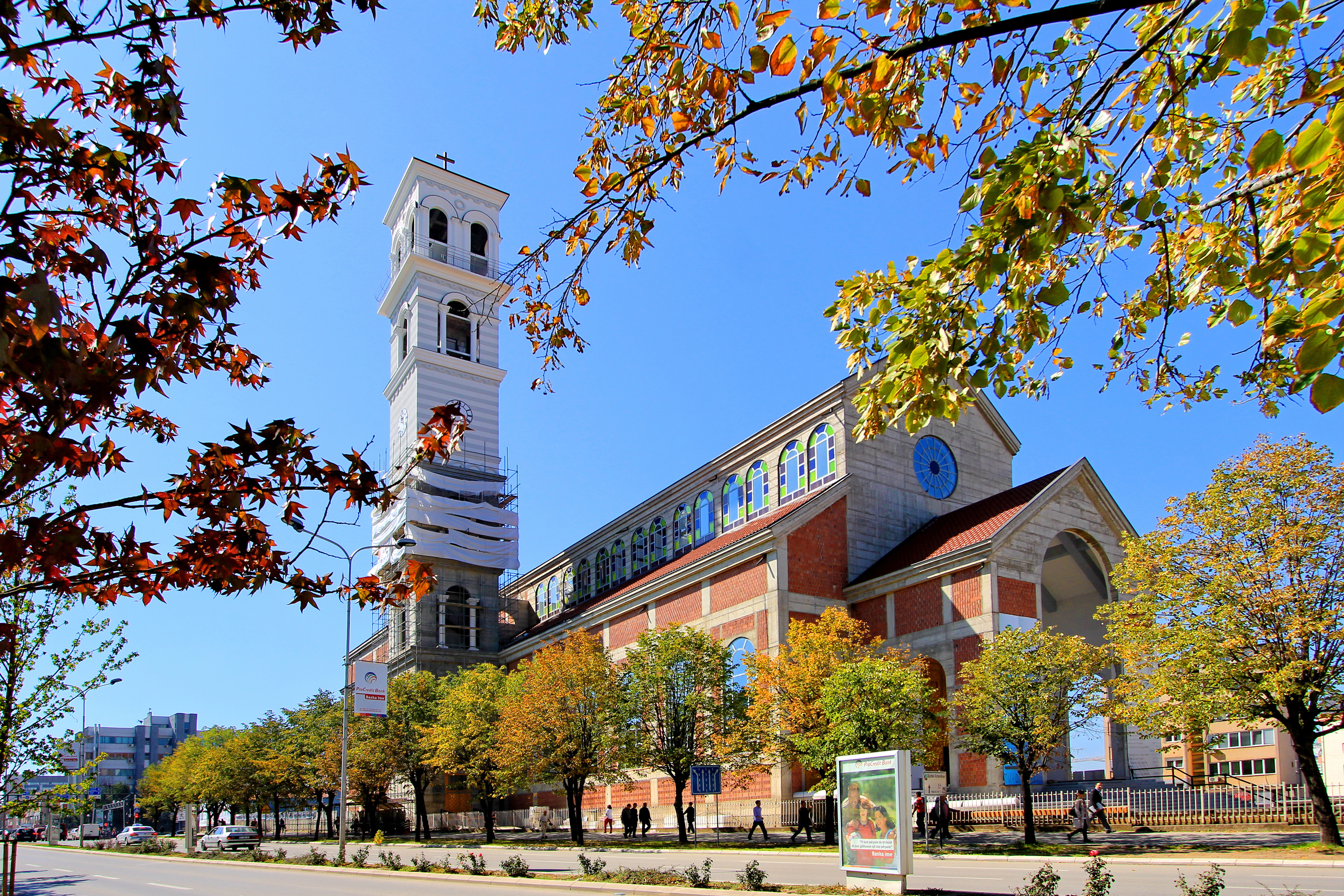
Catedral de la Santa Madre Teresa.
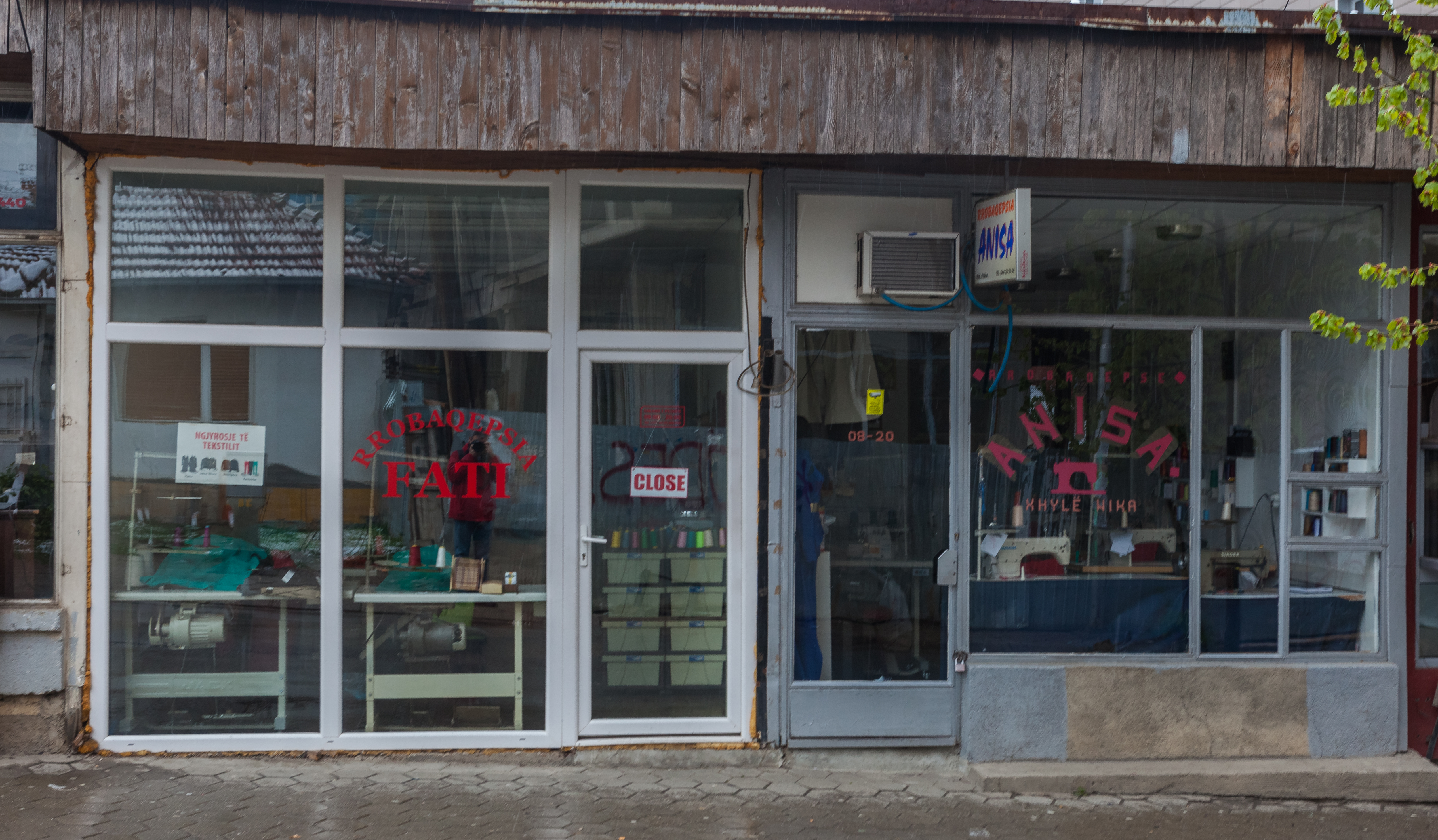
Comercio en Pristina.

## Ciudades hermanas
- Florencia, Italia.
- Turín, Italia.
- Moscú, Rusia.
- Atenas, Grecia.
- Cobourg, Canadá.
- Marsella, Francia
- Pekín, China.
- Seúl, Corea del Sur.
- Madrid, España.
- Barcelona, España.
- Zaragoza, España.
- Tegucigalpa, Honduras.
- Sofía, Bulgaria.
- Bucarest, Rumania.
- Praga, República Checa.
- Tesalónica, Grecia.
- Génova, Italia.
- Bruselas, Bélgica.
- Estocolmo, Suecia.
- Grand Rapids, EE. UU..
- Kiev, Ucrania.
- Vilna, Lituania.
- Zagreb Croacia.
- Ankara, Turquía.
- Lima, Perú.
- Karachi, Pakistán.
- Tirana, Albania.[6][7]